# Keszler Pál (színigazgató)
Keszler Pál (Budapest, 1929. június 22. – Budapest, 1999. november 29.) színigazgató, kultúrpolitikus.

## Életpályája
1950-ben diplomázott az Állami Zenekonzervatórium harsona szakán. 1955-től dolgozott szervezőként és vezetőként a kulturális életben. 1962-1977 között az Országos Rendező Iroda igazgatója volt. 1977-1979 között a Művelődésügyi Minisztériumban vezető beosztásban dolgozott. 1979-1989 között a Fővárosi Operettszínház igazgatója volt. 1999-ben hunyt el Budapesten.